# John Fawcett

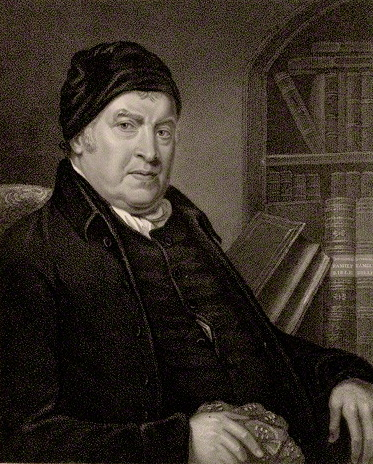
John Fawcett

John Fawcett, född 6 januari 1739, död 25 juli 1817, var en engelsk bapistpastor och författare. Fawcett begravdes i den församling där han verkade under hela sitt yrkesliv, Wainsgate, Hebden Bridge, Yorkshire, England. Han utgav 1782 Hymns Adapted to the Circumstances of Public Worship and Private Devotion 

## Psalmer
- De trognas syskonband. Originaltiteln Blessed Be the Tie that Binds översatt 1877 av Erik Nyström för Svenska missionsförbundet. Nr 440 i Sånger och psalmer 1951.